# La Cuadra Bolívar
Entre las esquinas de Bárcenas a Las Piedras, La Cuadra de Bolívar es hoy en día un museo compuesto por una casona de estilo colonial en Caracas, Venezuela, que perteneció a la familia de Simón Bolívar, en ella se encuentran réplicas de pinturas y retratos de la época así como objetos del Libertador.